# Анклав (филм)
„Анклав“ (на сръбски: Enklava) е сръбско-германски филм от 2015 г. на режисьора Горан Радованович.
На 3 септември 2015 г. филмът е номиниран от Сърбия за Оскар за най-добър чуждоезичен филм.
Действието във филма се развива в Косово през 2004 г. Представя се живота на сръбската общност, която живее в етнически анклави – изолирани, ограничени пространства при лоши условия.

## Награди
Филмът е носител на няколко награди от международни филмови фестивали:
- Москва 2015 – Наградата на публиката
- Монтерей 2015 – Наградата на публиката
- Международен фестивал в Индия 2015 – Почетен диплом
- Анталия 2015 – Най-добра музика